# Kavian Kerr
Kavian Kerr (10 de febrero de 2002) es un deportista de Jamaica que compite en atletismo. Ganó una medalla de bronce en el Campeonato Mundial de Atletismo Sub-20 de 2021, en la prueba de salto de longitud.